# Chiesa di Santa Maria Assunta nuova (Galzignano Terme)
La chiesa di Santa Maria Assunta è la parrocchiale del paese di Galzignano Terme, in provincia e diocesi di Padova; fa parte del vicariato di Abano Terme.
Nel 1961 ha sostituito l'antica pieve di Galzignano, la quale non riusciva più a contenere il numero di fedeli.

## Storia
Galzignano ha cambiato varie volte la parrocchiale del paese. La prima pieve presente nel territorio è stata indubbiamente la chiesa della SS. Trinità, la quale probabilmente già esisteva nel XI Secolo e che venne poi distrutta per ordine di Riccobona Carrarese nel momento in cui venne eretto il monastero dei frati minori di S. Antonio nel 1337, probabilmente a quel tempo esisteva già un'altra chiesa: la precedente parrocchiale dedicata sempre a S. Maria, oggi in disuso, che avrebbe funto solamente da oratorio.
Con l'avanzare degli anni la popolazione di Galzignano si spostò verso l’antica strada delle Mure, strada romana, che collegava Torreglia alla località Pianzio (comunemente chiamato "Piansio"), anche la parrocchiale subì uno spostamento e l’oratorio di S. Maria Assunta assunse il ruolo di pieve. La stessa sorte toccò anche Valsanzibio in cui lo spostamento della popolazione fece invertire i ruoli delle due chiese. La chiesa di Sant'Eusebio fu ridotta a cappella, mentre l’oratorio dedicato a San Lorenzo divenne pieve.
Con il corso degli anni l'antica pieve non riuscì più a contenere il numero di fedeli richiedendo, così, la costruzione di un nuovo edificio che dal 1961 ha sostituito la vecchia parrocchiale.

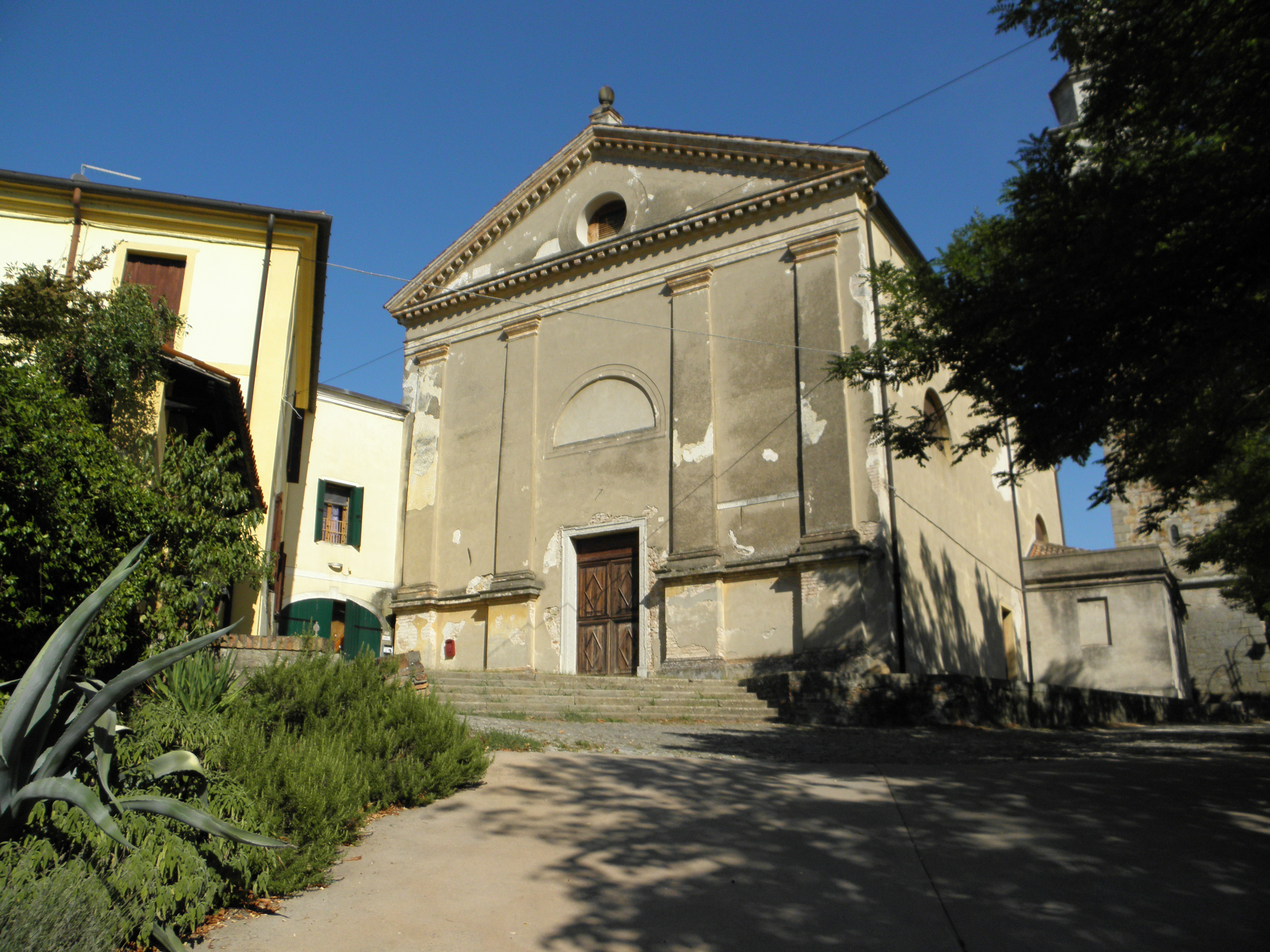
Antica pieve ubicata sul colle della Chiesa

## Descrizione
La chiesa è in stile neoromanico, presenta tre diverse navate: la centrale e anche la più grande dove è presente l'altare, mentre sono presenti altre due navate laterali, in una vi è un altare dedicato al Sacro Cuore, uno alla Madonna e uno a San Luigi Gonzaga, mentre l'altra presenta un altare dedicato a Sant'Antonio da Padova, un altare dedicato alla Madonna del Rosario e un ulteriore altare usato per le funzioni settimanali.

### Altare centrale
Fu progettato nel 1984 dall'architetto Efrem Ferrari e costruito utilizzando la zovonite, una delle migliori trachiti dei Colli Euganei.

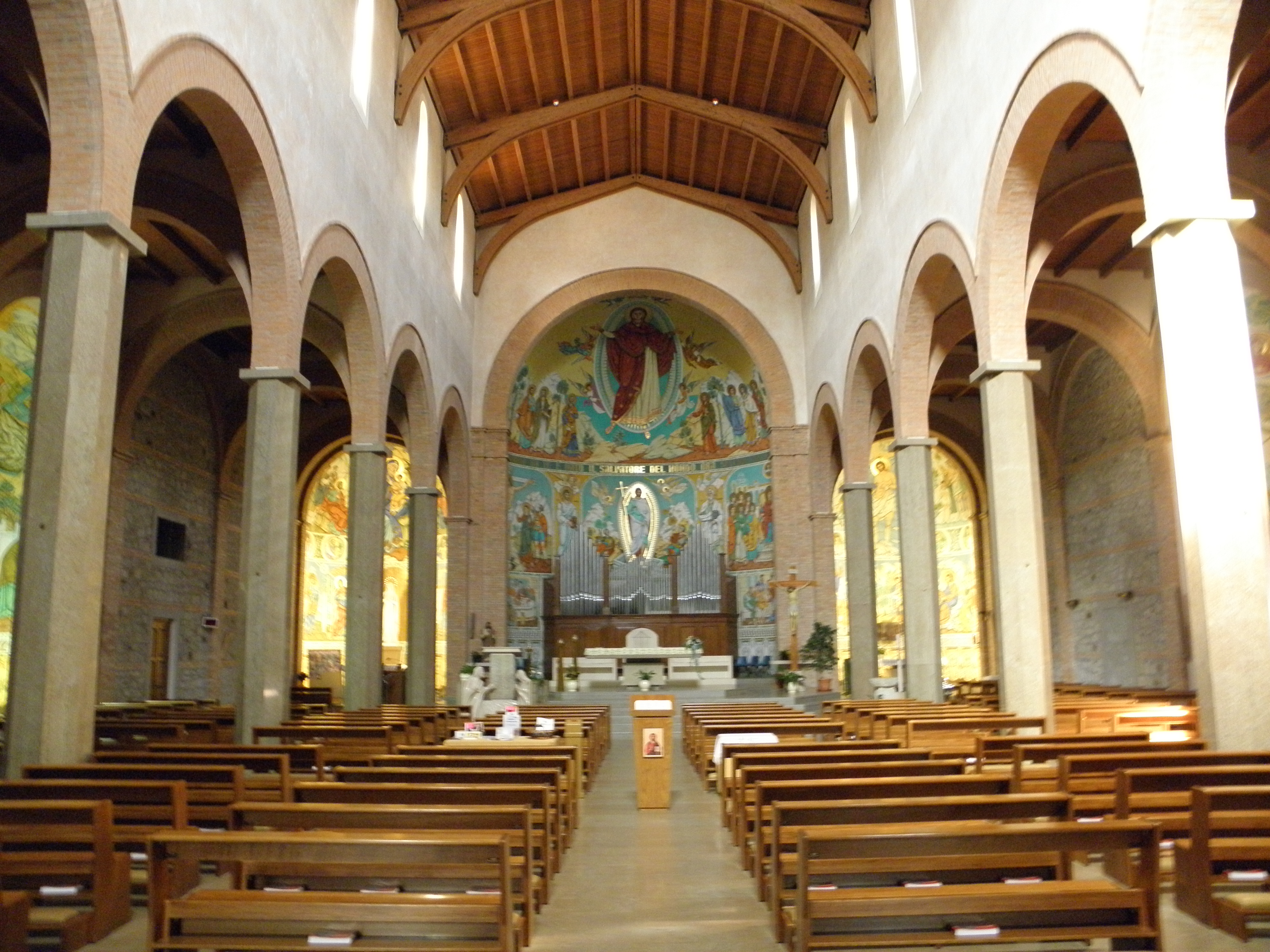
L'assunzione di Maria in alto, mentre in basso si scorge l'altare

### Altare Madonna Immacolata
Nell’abside di sinistra si trova la statua della Madonna, posta sopra l’altare. Alta più di 2 metri è realizzata in marmo bianco di Carrara e raffigura l’Immacolata di Lourdes. Fu acquistata e collocata nell’attuale posizione tra il 1984 e il 1985.

### Altare Madonna del Rosario
Nella navata sinistra si trova un altare dedicato alla Madonna del Rosario. La statua, acquistata nel 1938 in occasione della visita del vescovo, è stata recuperata dalla vecchia parrocchiale e restaurata nel 2020.

### Altare Sant’Antonio
La statua che raffigura Sant’Antonio, collocata nell’abside della parete di destra, è realizzata in legno ed è opera dello scultore gardenese Guido Daurù.
Giunta da Ortisei, fu posta nella chiesa nel 1984.
Tradizionalmente, Sant’Antonio viene rappresentato con Gesù Bambino in braccio, in ricordo dell’apparizione avvenuta a Camposampiero.
Tuttavia, Sant’Antonio è soprattutto ricordato come grande missionario e predicatore di straordinaria forza ed efficacia, tanto da essere chiamato “martello degli eretici”.
Si è quindi scelto di mettere in risalto questo aspetto: il Santo è raffigurato in atto di camminare, con il Vangelo nella mano sinistra e la destra tesa nel gesto tipico del predicatore.

### Affresco del catino absidale
Rappresenta l’Assunzione della Madonna ed è stata realizzata nel 1998 da due artisti rumeni, Mariccia e Mihail Ivanov.

### Tabernacolo
Alla destra, nell’abside del Santissimo. L’attuale tabernacolo, messo in opera il 3 luglio 1982, è opera di Simon Benetton di Treviso, artista conosciuto a livello europeo per la lavorazione del ferro. L’artista ha racchiuso il tabernacolo dorato in un involucro di ferro lavorato in stile contemporaneo. L’involucro esterno in ferro rappresenta una processione di devoti adoranti che, dai due lati, converge verso la porticina. Al centro della porticina spicca una gemma rossa, simbolo della presenza di Cristo Amore, mentre le linee a forma di croce richiamano il sacrificio nel quale quell’amore si manifesta.

### Vetrate
Tutte le vetrate sono state realizzate dall’artista veronese Albano Poli. Di particolare imponenza è il rosone dell’Assunta, posato nel 1986. Nel libro dell’Apocalisse leggiamo:
(Giovanni, Ap 12,1)
San Giovanni, autore dell’Apocalisse, nella “Donna vestita di sole” vede primariamente la Chiesa. La tradizione cristiana riconosce in questa immagine anche Maria, icona più bella della Chiesa. Osservando l’Assunta del rosone nelle diverse ore del giorno, con le varie angolature di luce, si è spontaneamente portati a pensare alla “Donna vestita di sole” di cui parla l’Apocalisse. Le vivide fiamme raffigurate nei finestroni in alto possono essere immaginate come due torrenti di fuoco che si dirigono verso la Donna del rosone, quasi ad alimentare in perpetuo il suo vestito di luce.
Nelle vetrate delle due absidi laterali sono raffigurati i quattro Evangelisti:
- a destra, presso l’altare di Sant’Antonio: San Matteo e San Giovanni;
- a sinistra, presso l’altare di San Luigi: San Luca e San Marco.

Entrando dal fondo della chiesa e osservando le finestre delle navate:
- a destra si vedono San Leopoldo e San Valentino;
- a sinistra, i Santi patroni d’Italia, San Francesco e Santa Caterina.

Le due finestre dell’atrio raffigurano due Arcangeli, mentre la trave sopra la porta centrale è dedicata alla Santa Famiglia di Nazareth.

### Organo a canne

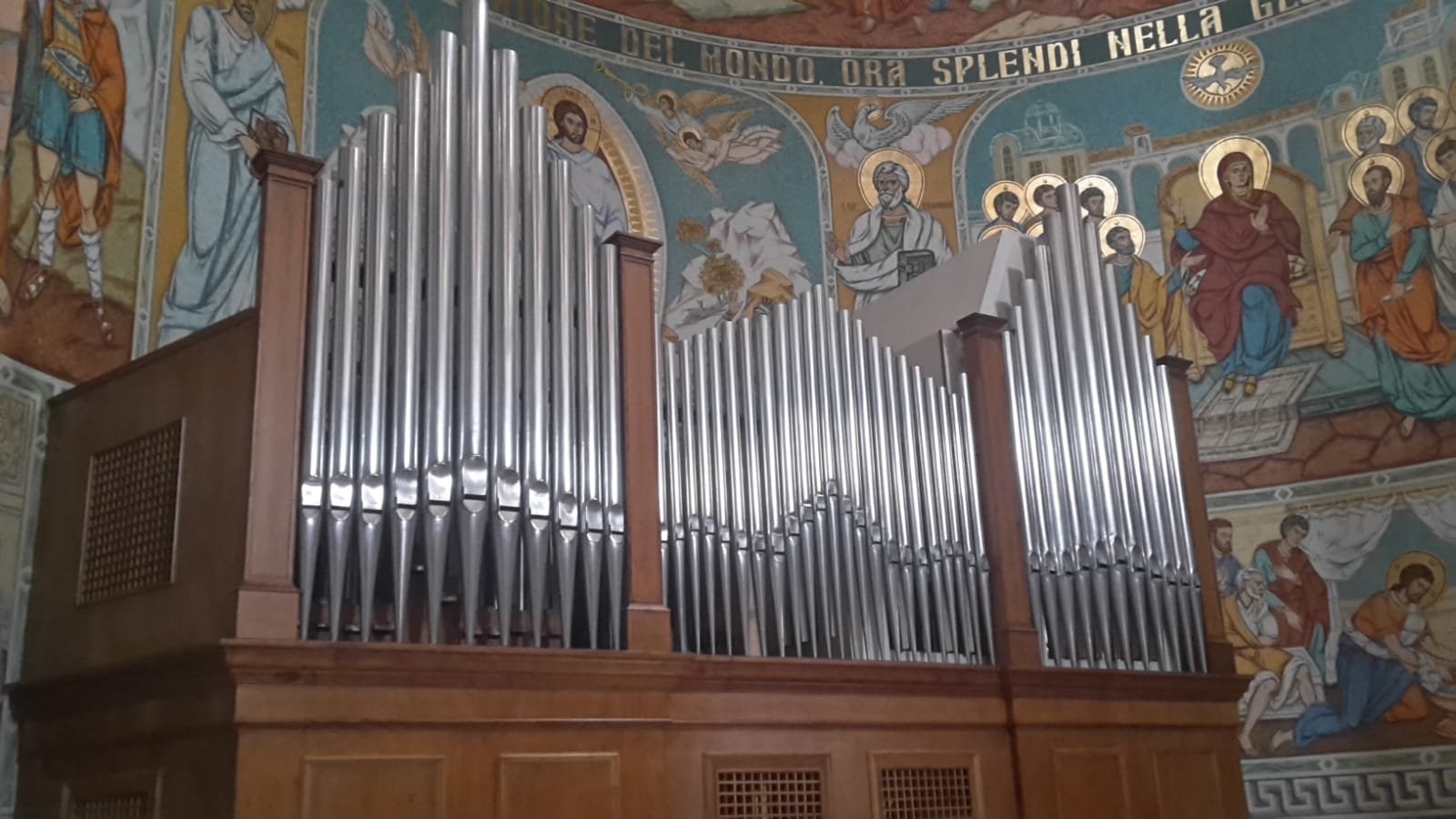
Le canne dell'organo

Le prime notizie certe relative allo strumento risalgono al 1786. Il corpo principale dell’organo, tuttavia, risale al 1862 ed è opera dell’organaro vicentino Giovanni Battista Zordan. Recentemente, l’organo è stato modificato, passando da 13 registri a 22 reali, per un totale di circa 1.300 canne.
Informazioni tecniche:
- Costruttore: La Ceciliana

- Anno: 1962, con materiale fonico proveniente da uno strumento precedente realizzato da Giovanni Battista Zordan nel 1862
- Restauri/Modifiche: Paccagnella (2018 – restauro e ampliamento)
- Registri: 26
- Canne: Oltre 1.300
- Trasmissione: Elettrica
- Consolle: Mobile, indipendente, situata a pavimento nell’aula
- Tastiere: 2 manuali da 61 note ciascuno (Do1 – Do6)
- Pedaliera: Concavo-radiale da 32 note (Do1 – Sol3)
- Collocazione: In corpo unico, a pavimento nell’abside

| I - Grand'Organo  |        |
| Dulciana          | 16'    |
| Principale        | 8'     |
| Bordone           | 8'     |
| Flauto cilindrico | 8'     |
| Ottava            | 4'     |
| Nazardo           | 2.2/3' |
| Decima quinta     | 2'     |
| Ripieno 3 file    | 2'     |
| Tromba            | 8'     |
| Fagotto           | 4'-16' |

| II - Espressivo |        |
| Principalino    | 8'     |
| Flauto conico   | 8'     |
| Gamba           | 8'     |
| Flauto armonico | 4'     |
| Terza           | 1.3/5' |
| Quinta          | 1.1/3' |
| Piccolo         | 1'     |
| Ripieno 2 file  | 2/3'   |
| Voce umana      | 8'     |
| Oboe            | 8'     |
| Clarinetto      | 16'    |
| Tremolo         |        |

| Pedale       |     |
| Contrabbasso | 16' |
| Basso        | 8'  |
| Flauto       | 4'  |
| Fagotto      | 16' |
| Fagotto      | 4'  |